# ТЭП75
Тепловоз ТЭП75 — опытный пассажирский тепловоз с электрической передачей переменно-постоянного тока, выпущенный Коломенским заводом в 1976 году в двух экземплярах. Был разработан на базе тепловоза ТЭП70 и отличался от него главным образом дизелем увеличенной мощности. Он должен был заменить на неэлектрифицированных линиях двухсекционные тепловозы 2ТЭП60. Руководил разработкой тепловоза главный конструктор завода по локомотивостроению Ю. В. Хлебников.

## Конструкция
Кузов тепловоза ТЭП75 в целом повторял форму кузова тепловоза ТЭП70 с номера № 0008 и внешне отличался новыми буферными фонарями в корпусе овальной формы и изменённым расположением окон и воздухозаборников вентиляции на бортах кузова. Тележки, спроектированные для ТЭП75, были впоследствии применены на тепловозе ТЭП70. Привод от тяговых электродвигателей к колёсным парам тепловоза осуществлялся через полый карданный вал и центрированные муфты.
В кузове тепловоза на поддизельной раме установлен дизель-генератор 20ДГ, состоящий из четырёхтактного дизеля с V-образным расположением цилиндров 1Д49 с двухступенчатым газотурбинным наддувом и тягового агрегата А-713У2, валы которых соединены между собой пластинчатой муфтой. Дизель двадцатицилиндровый, мощностью 6000 л. с. (4413 кВт) при 1100 об/мин.
Тяговый агрегат А-713У2 состоит из тягового синхронного генератора с номинальной мощностью 4060 кВт и синхронного генератора энергоснабжения вагонов мощностью 810 кВт (напряжение 1160 В, ток 2х215 А). Агрегат изготовлен Харьковским заводом «Электротяжмаш». Тяговые электродвигатели ЭД-127 номинальной мощностью 586 кВт. Силовой схемой тепловоза была предусмотрена одна ступень ослабления возбуждения электродвигателей.
На ТЭП75, как и на ТЭП70, применено централизованное воздухоснабжение.
Напряжение цепей управления — 110 В. Для пуска дизеля служит стартёр-генератор ПСГУ2. Компрессор ПК-5,25 производительностью 2,9 м³/мин приводится электродвигателем постоянного тока П2К-02.

## Эксплуатация и судьба локомотивов

ТЭП75 на испытаниях

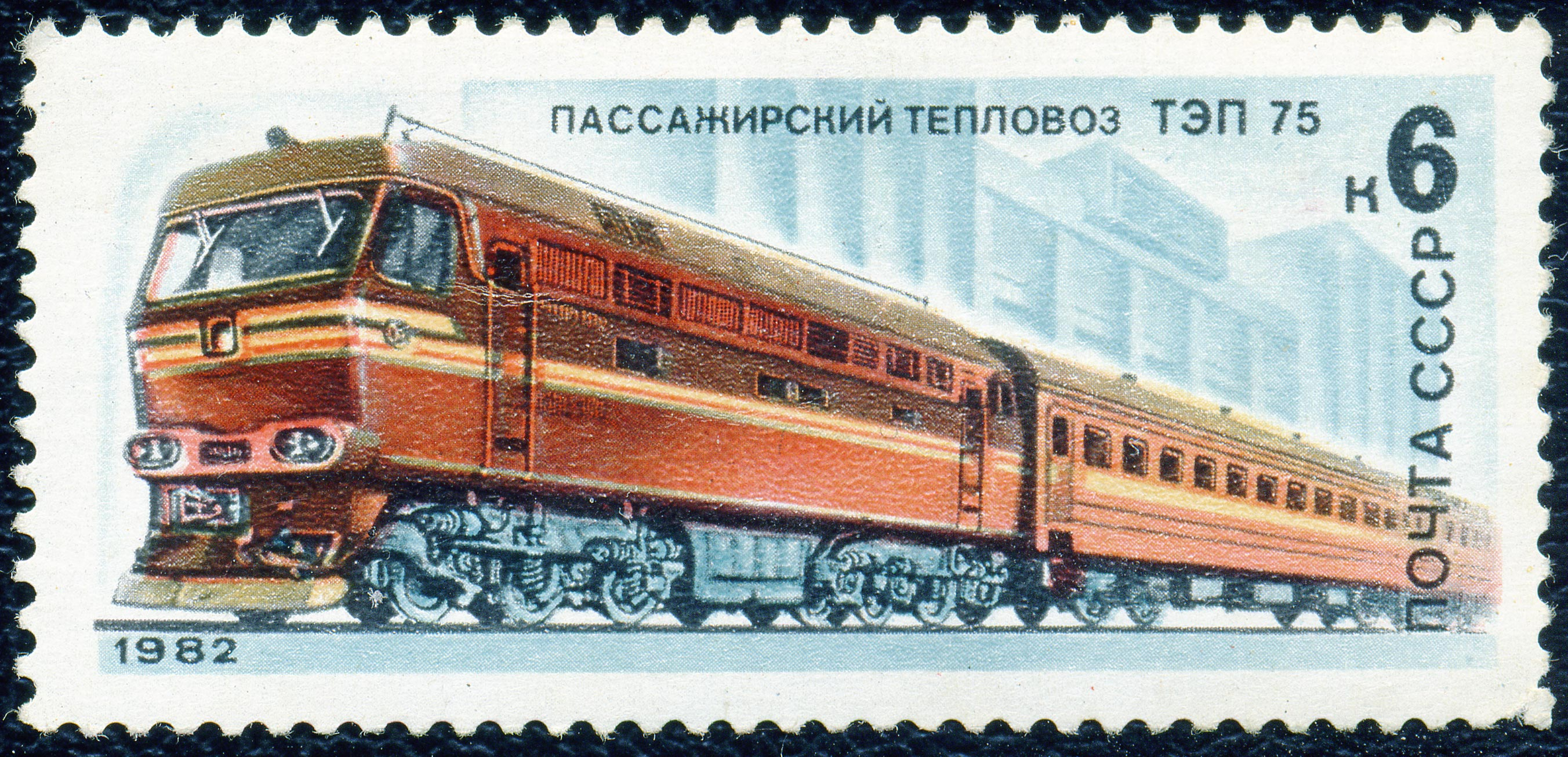
ТЭП75 на почтовой марке 1982 года

Тепловоз с номером 0001 в 1976 году проходил испытания на участке Голутвин — Озёры. Всесоюзный научно-исследовательский тепловозный институт проводил испытания экипажной части. По результатам испытаний было определено оптимальное расположение гидравлических гасителей вертикальных колебаний второй ступени рессорного подвешивания и требуемые характеристики гасителей. В 1977 году тот же тепловоз испытывался на скоростном участке Белореченская — Майкоп Северо-Кавказской железной дороги. В 1979 году тепловоз поступил для эксплуатации в  депо Ленинград-Варшавский. Позднее туда же поступил ТЭП75-0002. На нём ВНИТИ проводил испытания по воздействию однопроводной схемы электроотопления поезда на систему автоблокировки.
Тепловоз в серию не пошёл, так как осевая нагрузка достигла недопустимых для пассажирской машины с высокой конструкционной скоростью значений. В связи с этим работа над шестиосным тепловозом была прекращена и начато проектирование тепловоза с дизелем мощностью 6000 л.с. и восьмиосным экипажем (ТЭП80).
В 1991 году был списан тепловоз ТЭП75-0001. Точные сведения о дальнейшей судьбе локомотива отсутствуют, но вероятнее всего он был порезан, поскольку его последние известные фото датируются началом 1990-х годов. Второй тепловоз потерпел аварию в 1996 году на подъездном пути станции Кушелевка в результате самопроизвольного ухода, в результате которой была сильно повреждена одна из его кабин, и некоторое время находился в заброшенном состоянии, впоследствии был порезан.